# Kim Young-sam
Kim Young-sam (Koreaans:김영삼, Hanja:金永三) (Geoje, Japans Korea, 20 december 1927 – Seoel, 22 november 2015) was een Zuid-Koreaans politicus en democratisch activist. 

## Biografie
Vanaf 1961 was Kim Young-sam dertig jaar lang, samen met de latere Nobelprijswinnaar Kim Dae-jung, oppositieleider. Hij was een van Park Chung-hees grootste rivalen. Tussen 1993 en 1998 was hij president van Zuid-Korea.
Hij was de eerste niet-militair die president werd sinds Syngman Rhee. Tijdens zijn presidentschap startte Young-sam een anticorruptiecampagne, werden zijn twee voorgangers gearresteerd en werd de ingeslagen weg van democratisering voortgezet.
Kim Young-sam overleed in 2015 op 87-jarige leeftijd.
Syngman Rhee · Heo Jeong (waarnemend) · Yun Bo-seon · Park Chung-hee · Choe Gyuha · Chun Doo-hwan · Roh Tae-woo · Kim Young-sam · Kim Dae-jung · Roh Moo-hyun · Goh Kun (waarnemend) · Lee Myung-bak · Park Geun-hye · Hwang Kyo-ahn (waarnemend) · Moon Jae-in · Yoon Suk-yeol
- Bibsys: 90718836
- Biblioteca Nacional de España: XX907853
- Bibliothèque nationale de France: cb12334812r (data)
- CiNii: DA07255360
- Gemeinsame Normdatei: 124489265
- International Standard Name Identifier: 0000 0000 8080 7672
- Library of Congress Control Number: n81019640
- National Archives and Records Administration: 10569958
- Bibliotheek van het Japanse parlement: 00157250
- Nationale Bibliotheek van Tsjechië: jo2009330649
- Nationale bibliotheek van Australië: 35542378
- Nationale Bibliotheek van Israël: 987007263694105171
- Nederlandse Thesaurus van Auteursnamen: 12689986X
- Réseau des bibliothèques de Suisse occidentale: 02-A000098283
- SNAC: w6fp3fxc
- Système universitaire de documentation: 074581988
- Virtual International Authority File: 947664
- WorldCat: E39PBJht739CYmYjVBmyhBk7HC